# Studio ADS

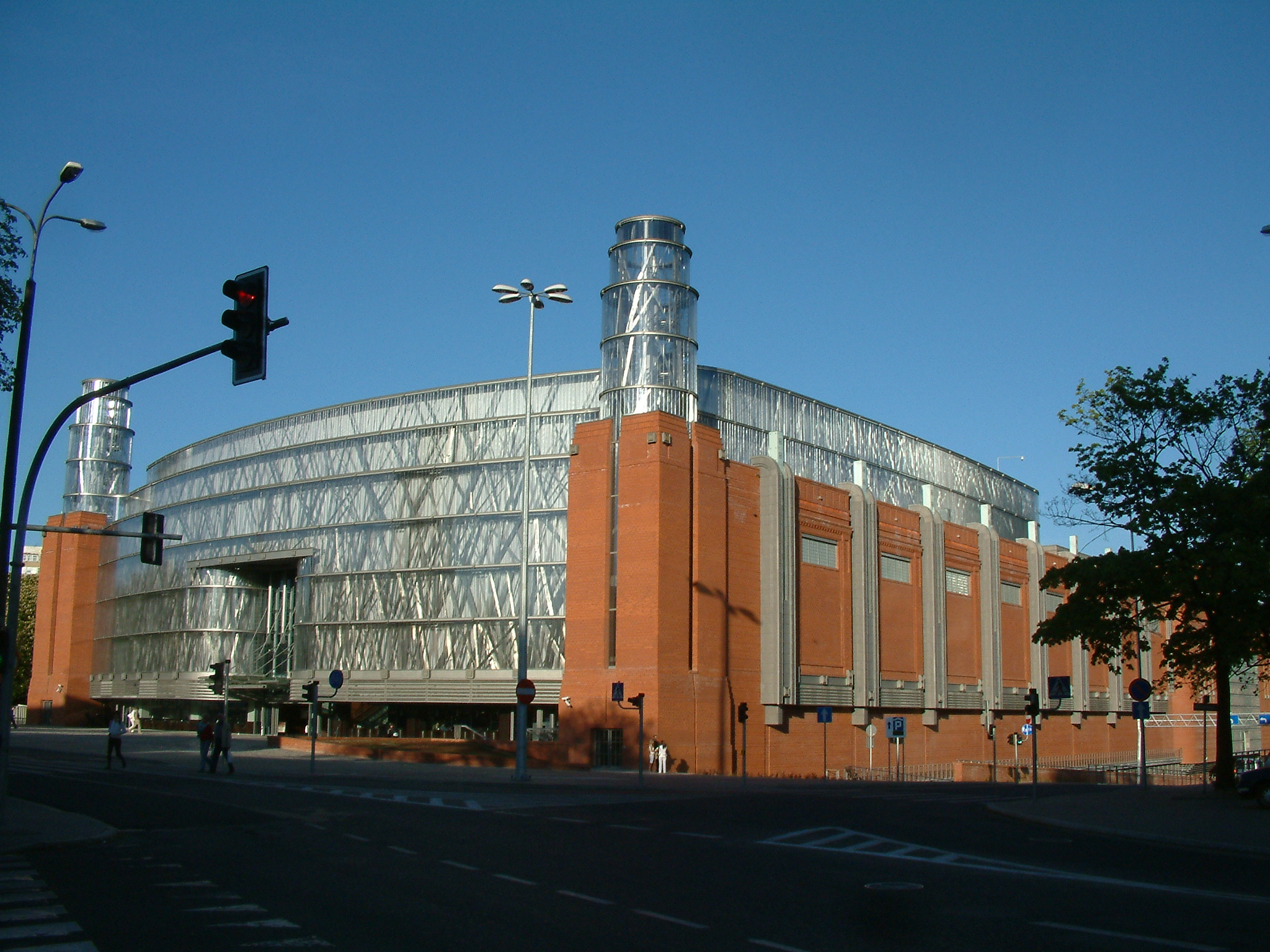
Stary Browar II w Poznaniu (2007)

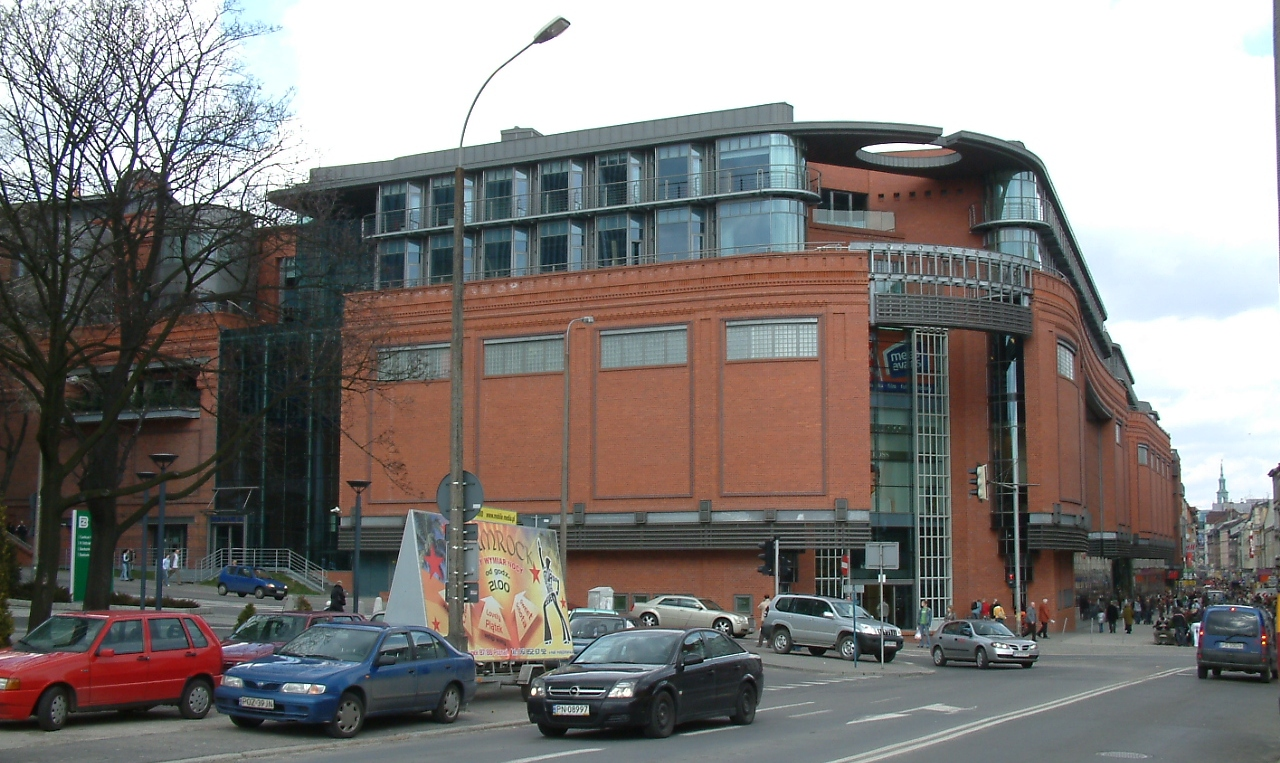
Stary Browar w Poznaniu (2003)

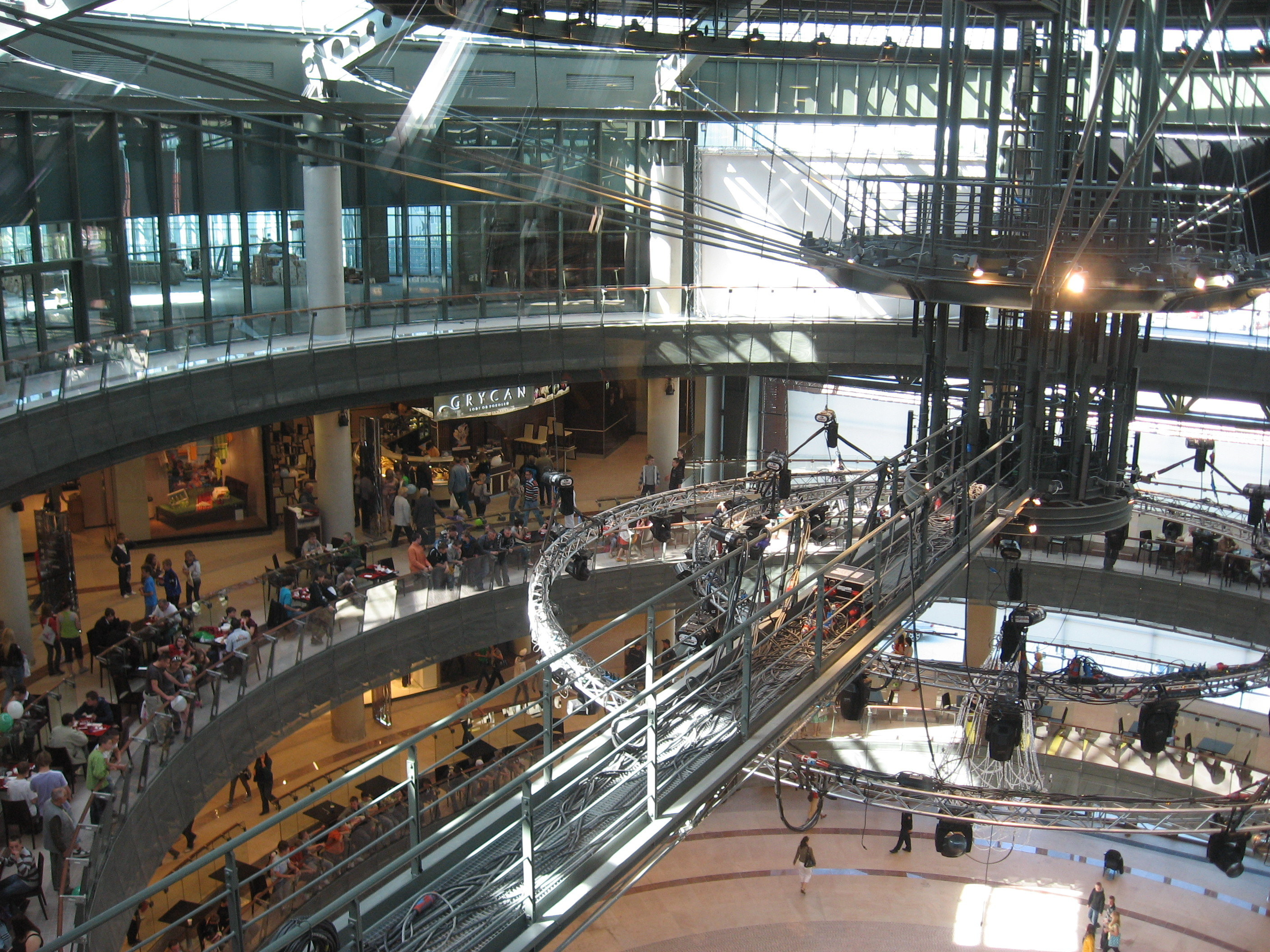
Wnętrze Cuprum Arena w Lubinie (2009)

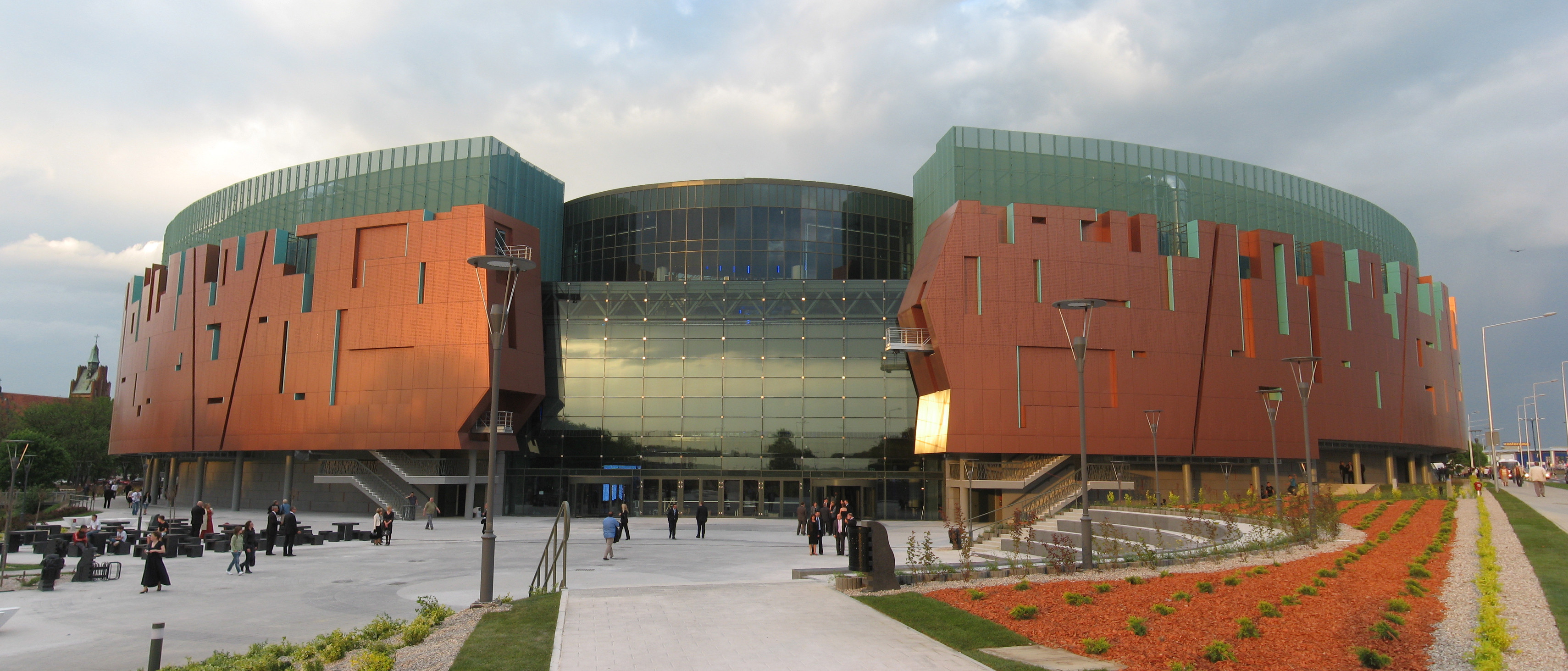
Cuprum Arena w Lubinie (2009)

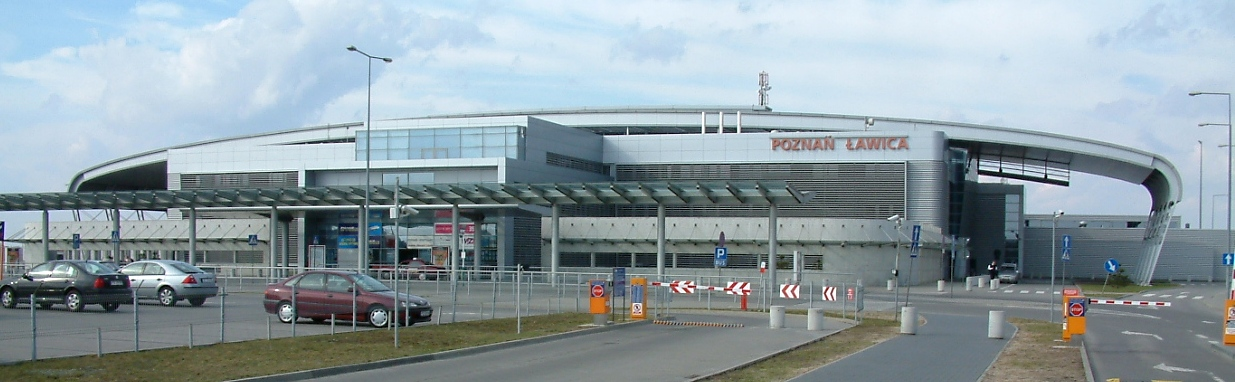
Port Lotniczy Ławica w Poznaniu (2001)

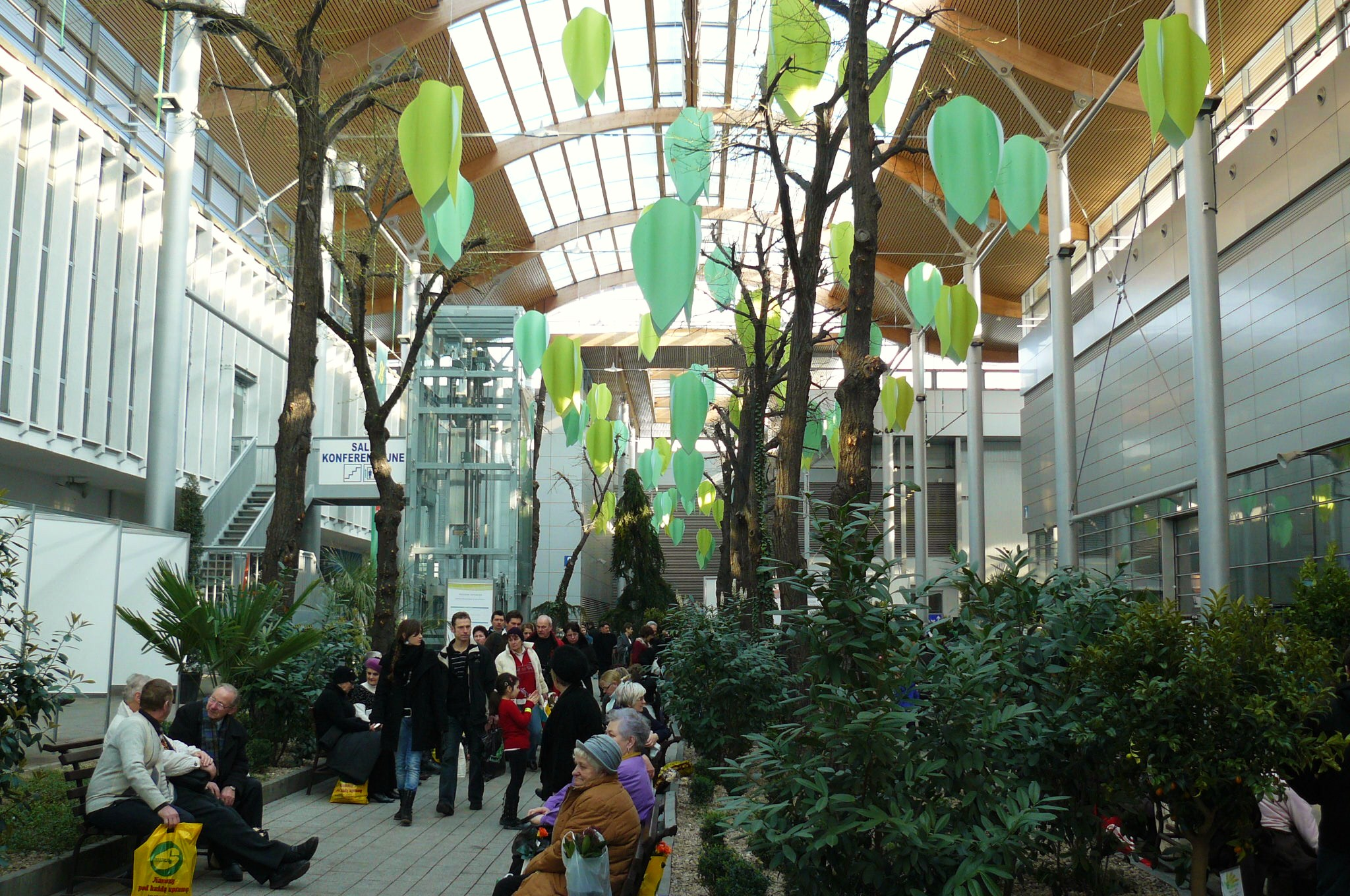
Czteropak na MTP w Poznaniu (1999)

Studio ADS (Biuro projektów Studio ADS Sp. z o.o.) – polskie biuro architektoniczne z siedzibą w Poznaniu. Założone w 1989 roku przez architektów Piotra Z. Barełkowskiego i Przemysława Borkowicza.

## Ważniejsze realizacje
- Siedziba firmy Paso, Sierosław koło Poznania;
- Hurtownia firmy Herlitz, Warszawa;
- Adaptacja kamienicy Berliner Bank, ul. Wielka Poznań;
- Cinema City Poznań Kinepolis, Poznań;
- Siedziba ZUS, Wągrowiec;
- Czteropak na MTP, Poznań;
- Centrum Komputerowo-Obliczeniowe Apcon,
- Port lotniczy Poznań-Ławica, Poznań[1];
- Strażnica Państwowej Straży Pożarnej - ul. Masztalarska, Poznań[2][3];
- Centrum Handlu, Sztuki i Biznesu Stary Browar, Poznań[4][5];
- Galeria Handlowa Cuprum Arena, Lubin[6].

## Nagrody
- I nagroda w konkursie "Otoczenie Wzgórza Lecha w Gnieźnie", 1992;
- Nagrody I i II stopnia przyznane przez Polski Związek Inżynierów i Techników Budowlanych w konkursie Budowa Roku za Centrum Handlu Selgros Poznań, 1997;
- Nagroda Miasta Poznania im. Jana Baptysty Quadro za najlepszą realizację architektoniczną roku 1999; Pawilon Wystawienniczy nr 8 na Międzynarodowych Targach Poznańskich[7];
- Nagroda Miasta Poznania im. Jana Baptysty Quadro za najlepszą realizację architektoniczną roku 2001 za projekt portu lotniczego Poznań-Ławica[7];
- Medal Europejski Business Centre Club za Architekturę i Konstrukcję, 2004;
- Złoty Ołówek 2003 w konkursie architektonicznym Radia Merkury i Głosu Wielkopolskiego za Centrum Handlu, Sztuki i Biznesu Stary Browar[8];
- Nagroda Miasta Poznania im. Jana Baptysty Quadro za najlepszą realizację architektoniczną roku 2003 za Centrum Handlu, Sztuki i Biznesu Stary Browar[7];
- I nagroda Trophée Archizinc w kategorii Tradycja, Paryż 2004[9];
- Międzynarodowej Rady Centrów Handlowych dla Najlepszego Centrum Handlowego w Europie w kategorii obiektów handlowych średniej wielkości;
- Nagroda Międzynarodowej Rady Centrów Handlowych (ICSC – The International Council of Shopping Centers) dla Najlepszego Centrum Handlowego na Świecie w kategorii obiektów handlowych średniej wielkości, Phoenix (USA) 2005[10];
- Polska. Ikony architektury za Centrum Handlu, Sztuki i Biznesu Stary Browar (Polska, 2006)[11]
- Nagroda Miasta Poznania im. Jana Baptysty Quadro za najlepszą realizację architektoniczną roku 2007 za II etap Centrum Kulturalno – Handlowego Stary Browar[7];
- I nagroda ogólnopolskiego konkursu Dobra Bryła Roku 2007 za II etap Centrum Kulturalno – Handlowego Stary Browar[12].